# Tashkent Open 2000
Tashkent Open 2000 — жіночий тенісний, що проходив на кортах з твердим покриттям у Ташкенті (Узбекистан). Належав до категорії Tier IVa в рамках Туру WTA 2000. Турнір відбувся вдруге і тривав з 12 до 18 червня 2000 року. Несіяна Ірода Туляганова здобула титул в одиночному розряді й отримала 22 тис. доларів США.

## Фінальна частина

### Одиночний розряд
Ірода Туляганова —  Франческа Ск'явоне, 6–3, 2–6, 6–3
- Для Туляганової це був перший титул за кар'єру

### Парний розряд
Лі На /  Лі Тін —  Ірода Туляганова /  Ганна Запорожанова, 3–6, 6–2, 6–4